# Ovčjak, Pokrče
Ovčjak (nemško Eibelhof) je naselje v Občini Pokrče v Okraju Celovec-dežela na Koroškem v Avstriji.